# Zooniverse
Zooniverse – serwis internetowy grupujący obywatelskie projekty naukowe należący do organizacji Citizen Science Alliance. Pierwszym z nich był Galaxy Zoo uruchomiony w lipcu 2007. Po jego sukcesie rozpoczęto planowanie i uruchamianie kolejnych projektów, dzięki którym każdy internauta może brać udział w badaniach naukowych.
Wczesne sieciowe projekty naukowe (takie jak np. SETI@home) korzystały jedynie z nieużytkowanej mocy obliczeniowej komputerów wolontariuszy. W przeciwieństwie do nich Zooniverse wymaga od uczestników aktywnego udziału.
Projekty dotyczą dyscyplin naukowych takich jak astronomia, ekologia, cytologia, klimatologia, nauki humanistyczne i inne.
Na dzień 30 stycznia 2013 roku liczba uczestników wynosiła ponad 785 000, powiększając się codziennie o 500-1000 osób. Udział w projekcie może wziąć każdy (nie jest określony wiek ani wykształcenie uczestnika), kto zarejestruje się na stronie projektu.

## Wybrane aktywne projekty Zooniverse
| Nazwa                         | Opis |
| ----------------------------- | --- |
| Galaxy Zoo                    | Najstarszy i największy projekt Zooniverse. Użytkownicy oglądają zdjęcia galaktyk, a następnie określają ich kształt. Celem jest lepsze zrozumienie sposobu ich powstawania. Zdjęcia pochodzą z Kosmicznego Teleskopu Hubble’a, Sloan Digital Sky Survey oraz Dark Energy Camera Legacy Survey (DECaLS).                    |
| Planet Four                   | Uczestnicy oznaczają na zdjęciach okolic południowego bieguna Marsa widoczne na jego powierzchni obiekty przypominające wachlarze i plamy tworzone przez sublimujący wiosną suchy lód. Pomoże to lepiej zrozumieć klimat planety Mars. Obrazy pochodzą z kamery HiRISE zamontowanej na sondzie Mars Reconnaissance Orbiter. |
| Solar Stormwatch              | Osoby biorące udział w tym projekcie badają zachodzące na Słońcu zjawisko zwane koronalnym wyrzutem masy. Wykorzystywane dane pochodzą z bliźniaczych sond STEREO. |
| CREDO                         | Projekt którego celem jest detekcja promieniowania kosmicznego. |
| Planet Hunters                | Korzystając z wykresów jasności gwiazd pochodzących z Kosmicznego Teleskopu Keplera uczestnicy poszukują planet pozasłonecznych. Oprócz tego katalogują gwiazdy określając czy są one stałe, czy zmienne, a także charakter zmienności.                                                                                     |
| Milky Way Project             | Uczestnicy identyfikują na dostarczonych zdjęciach obszary gazu i pyłu zawierające młode gwiazdy. Pomoże to naukowcom zrozumieć procesy powstawania nowych gwiazd. |
| Spacewarp                     | Uczestnicy poszukują soczewek grawitacyjnych na zdjęciach kosmosu. |
| Cell Slider                   | Uczestnicy katalogują obrazy komórek rakowych dostarczane przez Cancer Research UK. Zebrane dane mają pomóc w opracowywaniu lekarstwa na raka. |
| Worm Watch Lab                | Uczestnicy mają za zadanie oznaczyć na oglądanym filmie moment składania jaj przez jeden z gatunków nicieni. Wpływ na ten proces ma u nich seratonina, u ludzi odpowiedzialna między innymi za nastrój. Celem jest znalezienie robaków posiadających zmutowany gen odpowiedzialny za jej produkcję.                         |
| Bat detective                 | Osoby biorące udział w tym projekcie monitorują stan populacji nietoperzy poprzez klasyfikowanie dźwięków wydawanych przez nie przy echolokacji. Próbki odtwarzane są wolniej tak by były słyszalne przez człowieka. Dostępne są również w formie wizualnej jako spektrogramy.                                              |
| Ancient lives                 | Transkrybowanie tekstów w języku greckim pochodzących z papirusu z Oksyrynchos. |
| Old Weather                   | Wolontariusze odczytują dane dotyczące pogody i lodu morskiego pochodzące z dzienników okrętowych amerykańskich statków badających Arktykę w latach 1850-1950. Uzyskane dane zostaną wykorzystane przy opracowywaniu modelu klimatu.                                                                                        |
| Cyclone Center                | Uczestnicy klasyfikują huragany używając zmodyfikowanej wersji metody Dvoraka. Po oglądnięciu zdjęcia zrobionego w podczerwieni przez satelitę pogodowego odpowiadają na serię pytań służących do określenia typu i siły huraganu.                                                                                          |
| Notes from Nature             | Uczestnicy pomagają w digitalizacji zbiorów muzeów historii naturalnej. Ułatwi to naukowcom dostęp do zgromadzonych informacji co pomoże w badaniach nad zmianami w środowisku, wymieraniem gatunków i zdrowiem środowiskowym.                                                                                              |
| Snapshot Serengeti            | Udział w tym projekcie polega na klasyfikowaniu zdjęć wykonanych przez rozmieszczone w Parku Narodowym Serengeti foto-pułapki. Uczestnicy określają gatunek, liczbę i zachowanie sfotografowanych zwierząt. |
| Pulsar Hunters                | Uczestnicy pomagają w poszukiwaniach nowych pulsarów. Pulsary są bardzo wydajnymi energetycznie źródłami promieniowania rejestrowanego w periodycznie powtarzających się impulsach. Analizowane dane pochodzą z radioteleskopu LOFAR.                                                                                       |
| Disk Detective                | W projekcie tym uczestnicy pomagają astronomom odnaleźć dyski pyłowe i dyski YSO, będące miejscami formowania się planet pozasłonecznych. Jest to pierwszy projekt Zooniverse kierowany i finansowany przez NASA. |
| Supernova Hunters             | Biorący udział w projekcie poszukują nowych supernowych. Zdjęcia pochodzą z teleskopu Pan-STARRS1. |
| SuperWASP: Black Hole Hunters | Uczestniczy poszukują czarnych dziur lub gwiazd neutronowych. Zdjęcia pochodzą z teleskopu SuperWASP |

## Zakończone projekty Zooniverse
| Nazwa             | Opis |
| ----------------- | --- |
| Moon Zoo          | Biorący udział w projekcie badali wykonane w wysokiej rozdzielczości przez sondę Lunar Reconnaissance Orbiter zdjęcia powierzchni Księżyca. Oznaczali na nich kratery, większe skały oraz uchwycone interesujące obiekty (takie jak np. pozostałości po pojazdach kosmicznych). |
| Seafloor Explorer | W tym projekcie uczestnicy mieli za zadanie zidentyfikować typ dna morskiego i organizmy żywe widoczne na zdjęciach wykonanych przez robota mapującego obszar przy północno-wschodnim wybrzeżu Stanów Zjednoczonych. Celem było utworzenie biblioteki morskich habitatów.       |
| Whale FM          | Biorący udział w projekcie katalogowali dźwięki wydawane przez orki w celu zrozumienia ich języka. Dźwięki były dostępne zarówno jako nagrania audio, ale także w postaci spektrogramu.                                                                                         |